# 李子通
李子通（？—622年）是中國隋代末年唐朝初年領袖之一，東海丞（今山東嶧縣）人，漁民出身。大業末年，李投奔盜左才相，因李子通聲望日高為其所忌，因而離去；又投奔杜伏威，後在海陵（今江蘇泰州）自立。619年击败陈稜，攻克江都，自稱皇帝，建國號吳，年號明政。
次年击败沈法兴，攻取京口、丹阳、毗陵等郡都归附。後李為杜伏威的將領輔公祏擊敗，棄守江都，渡江至餘杭（今杭州）再次發展；但在621年再被杜伏威擊敗，而被押送唐朝首都長安。李渊不治罪，赐他田产。李渊召杜伏威入朝，李子通认为江南空虚，想去那里招集旧部，东山再起，逃至蓝田被抓获伏诛。

## 延伸阅读
[在维基数据编辑]
 《舊唐書·卷56》，出自刘昫《舊唐書》
 《新唐書·卷087》，出自《新唐書》